# Camellia henryana
Camellia henryana är en tvåhjärtbladig växtart som beskrevs av Cohen-stuart. Camellia henryana ingår i släktet Camellia och familjen Theaceae. Utöver nominatformen finns också underarten C. h. trichocarpa.